# Вєшаловка
Вєшаловка (рос. Вешаловка) — село у Липецькому районі Липецької області Російської Федерації.
Населення становить 702  особи. Належить до муніципального утворення Новодеревенська сільрада.

## Історія
З 13 червня 1934 до 1954 року у складі Воронезької області. Відтак входить до складу Липецької області.
Згідно із законом від 2 липня 2004 року №114-оз органом місцевого самоврядування є Новодеревенська сільрада.

## Населення
| 2010 | 2012 |
| ---- | ---- |
| 678  | ↗702 |